# Ajuntament Vell de la Cellera de Ter
L'Ajuntament Vell és una casa consistorial de la Cellera de Ter (Selva) inclosa a l'Inventari del Patrimoni Arquitectònic de Catalunya.

## Descripció
Edifici entre mitgeres de tres plantes i golfes, amb dues crugies i coberta de dues aigües a façana. Totes les obertures de la façana són rectangulars i tenen motllures de ciment que les emmarquen imitant blocs de pedra. De la mateixa manera, els límits de l'edifici estan remarcats amb motllures dentades, a mode de merlets verticals. La façana està pintada de color ocre i marró clar.
La planta baixa conté l'entrada principal i una finestra enreixada.
El primer pis té dues finestres unides per un balcó corregut amb base de ferro i rajol i barana, de ferro forjat decorat, abombada a la part inferior.
El segon pis té dues finestres balconades individualment amb bases monolítiques i decoració similar al gran balcó del primer pis.
El tercer pis està separat dels inferiors per una cornisa amb un doble nivell de motllures i rajoles. Existeixen dues obertures rectangulars i horitzontals amb el dintell de fusta i els ampits de rajola. L'estructura d'aquest tercer pis o golfes respon, de ben segur, a una ampliació del segle XX sobre la terrassa original.

## Història
Aquest edifici fou l'Ajuntament de La Cellera de Ter des de 1914 fins a 1990, quan s'inaugurà el nou edifici de l'Avinguda de Montserrat, al final del carrer Major.
El 1914, quan l'Ajuntament passà del carrer d'Amunt a la Plaça, l'immoble en qüestió fou comprat a Joan Bohigues i Reverter.
Actualment l'Ajuntament l'ha rehabilitat i servirà com a local d'exposicions i actes culturals varis. La seva inauguració es preveu per mitjans d'aquest mes de novembre (2005).